# Agriosz (gigász)

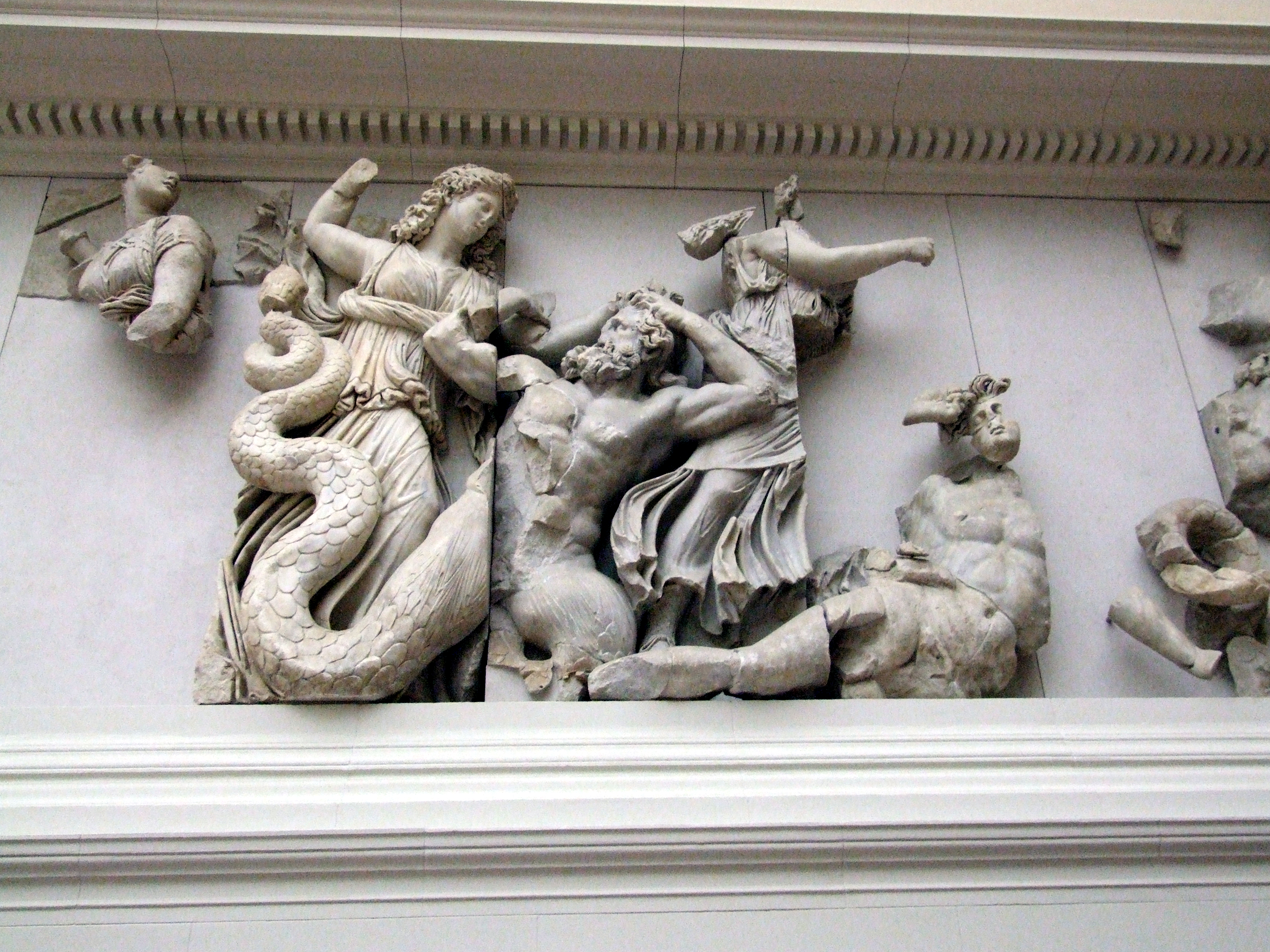
A moirák a mozsártörővel agyonverik Agrioszt, Pergamon-oltár, Pergamonmuseum, Berlin

Agriosz (ógörögül: Ἄγριος) a gigász a görög mitológia egyik szereplője. Apollodórosznál (Apollodori Bibliotheca) a többi gigásszal együtt Gaia és Uranosz gyermeke, Uranosz kasztrálása után a vére termékenyítette meg Gaiát. Hyginus Mythographus szerint (Prefatio) viszont Gé és Tartarosz gyermeke.
A gigászok sorsa az olümposzi istenek elleni lázadás volt. A titánok kudarca után születtek. Az istenek azt a jóslatot kapták, hogy a gigászokat egyetlen isten sem ölheti meg, ezért halandók és félistenek – köztük Héraklész – segítségével harcoltak a gigászok ellen. Ők maguk pedig „hétköznapi” tárgyakkal harcoltak, így Agrioszt és Thoónt Apollodórosz szerint a Moirák győzték le réz mozsártörőkkel, Hyginusnál pedig a többi gigászhoz hasonlóan a halandó Héraklész.